# International Society of Blood Transfusion (ISBT)
La Asociación internacional para la transfusión de sangre (inglés para International Society of Blood Transfusion (ISBT)) es una asociación científica fundada en 1935 que investiga las transfusiones de sangre e informa sobre este tema. La sede de la asociación se ubica en Ámsterdam en los Países Bajos. El presidente de 2018 a 2020 es Martin L. Olsson. La asociación publica la revista científica Vox Sanguinis (latín para voz de la sangre) y la revista de sus miembros Transfusion Today (inglés para transfusión hoy). Cada dos años organiza una conferencia internacional.
En 1981 diseñó un código de éticas de la transfusión de sangre que desde entonces ha sido revisado. Desarrolló el estándar global ISBT 128 para la identificación y descripción de productos médicos de origen humano como sangre, células, tejido, leche y órganos.
Está administrada por la asociación sin fines de lucro International Council for Commonality in Blood Banking Automation (ICCBBA, inglés para consejo internacional para la uniformidad en automatización de bancos de sangre) con sede en Estados Unidos.
Jenny White es Executive Director desde 2020.
En 2022 se llevó a cabo una nueva estructuración y diseño de la página web isbtweb.org.